# Andrea Negrari
Andrea Negrari (Treschietto, 15 marzo 1920 – Firenze, 28 maggio 1988) è stato un politico italiano.

## Biografia
Laureato in giurisprudenza, è stato deputato al Parlamento Italiano dal 1948 al 1968 e successivamente dal 1972 al 1976, è stato sindaco del comune di Bagnone dal 1946 al 1952 e dal 1956 al 1980. 
Fu uno dei più autorevoli esponenti della corrente "Base" della DC, insieme con Luigi Granelli, Giovanni Galloni e Fiorentino Sullo. Membro del consiglio nazionale della Democrazia Cristiana, è stato segretario provinciale della DC di Massa-Carrara. Nel 1980 viene eletto consigliere regionale della Toscana, con 8.084 preferenze. Resta in carica fino alla scadenza del mandato nel 1985.
Ha ricoperto anche l'incarico di presidente dell'Unione provinciale Cooperative di Massa.
Muore all'età di 68 anni nel maggio 1988.